# شون أوبو
شون أوبو (باليابانية: 大武 峻) (24 نوفمبر 1992 في اليابان – )؛ هو لاعب كرة قدم ياباني سابق كان يلعب كمدافع.

## وصلات خارجية
- شون أوبو على موقع رابطة كرة القدم اليابانية للمحترفين (اليابانية)
- شون أوبو على موقع قاعدة بيانات كرة القدم.إي يو (الإنجليزية)
- شون أوبو على موقع Soccerway.com (الإنجليزية)
- شون أوبو على موقع عالم كرة القدم.نت (الإنجليزية)
- شون أوبو على موقع كووورة